# Женская гимназия (Ижевск)
Иже́вская же́нская гимна́зия — первое среднее учебное заведение для женщин в Ижевске, основанное в 1907 году. Серый и Красный корпуса гимназии являются памятниками истории и культуры Удмуртской республики.

## История

### Прогимназия
9 августа 1907 года на сходе должностных лиц волостных и сельских правлений Ижевского завода было принято решение открыть женскую гимназию для повышения грамотности женской части населения. Сарапульская уездная земская управа согласилась с этим решением. Для организации работ был создан комитет во главе со священником о. Иоанном Рябовым. Женская общественная прогимназия в составе приготовительного младшего, приготовительного старшего и 1-го и 2-го нормальных классов была открыта в Ижевске 11 ноября 1907 года. В первый учебный год в прогимназии обучалось 180 учениц, в 1908/1909 году — 250 учениц, в 1909/1910 году — 400 учениц. Прогимназия входила в Казанский учебный округ и находилась в ведении Министерства народного просвещения. Первоначальная плата за обучение составляла для детей сельских жителей 15 рублей, для детей чиновников — 30 рублей. В июле 1911 года прогимназия была преобразована в Ижевскую женскую гимназию. Первоначально заведение располагалось в доме генерала Березина и содержалось на пожертвования купцов, предпринимателей, местной интеллигенции, церковного попечительства и рабочих Ижевского завода (ныне Ижсталь и Концерн «Калашников»). Каменный особняк (не сохранился до настоящего времени) был выкуплен у генерала Березина за 12 тыс. рублей и пожертвован для гимназии купцами Сергеем и Иваном Бодалёвыми.
Первой начальницей гимназии была Ольга Николаевна Виноградова.

### Гимназия
В 1911 году по проекту Я. П. Максимовича в соавторстве с И. А. Чарушиным был построен южный («серый») двухэтажный полукаменный корпус гимназии. В гимназии обучались в основном дети сельских жителей, крестьян окрестных сёл и чиновников Ижевского завода. Учебная программа гимназии соответствовала требованиям «Положения о женских гимназиях и прогимназиях» Министерства народного просвещения. Преподавался русский язык, немецкий и французский языки, география, арифметика, физика и закон Божий. Также девушек обучали гигиене, пению, рисованию и рукоделию. Единой формой одежды учениц были тёмно-синие платья и фартуки (будничный чёрный и парадный белый). Устав гимназии запрещал надевать украшения, самовольно менять место за партой, а также приносить на занятия посторонние вещи. За каждым классом была закреплена надзирательница. В воскресные и праздничные дни гимназистки обязывались посещать богослужения. Ученицам было строго запрещено посещать балы и маскарады. Посещение общественных мероприятий допускалось только в сопровождении родителей или родственников, но не позднее 10 часов вечера. В зимнее время были запрещены прогулки после 18:00, в летнее время — после 21:00.
В сентябре 1911 года в гимназии обучались 528 учениц в 13 классах: 5 параллельных, 7 основных и 1 приготовительном. В гимназии имелся Педагогический совет, занимавшийся учебно-воспитательной работой. Для желающих посвятить себя педагогической деятельности в 1912 году в гимназии был образован восьмой педагогический класс. Окончившие его с медалью получали звание домашних наставниц, остальные — домашних учительниц. Выпускницы седьмого класса гимназии имели право работать в начальных училищах и школах.
17 октября 1912 года председатель Попечительского совета гимназии о. Иоанн Рябов обратился с письмом о расширении здания гимназии в Строительное отделение Вятского губернского правления. 12 декабря 1912 года утверждённые проект расширения здания и смета за подписью губернского инженера И. А. Чарушина и губернского архитектора Плотникова были направлены на рассмотрение губернатору.
В 1912—15 годах был построен северный («красный») кирпичный двухэтажный корпус по совместному проекту архитекторов И. К. Плотникова и И. А. Чарушина. В 1930-х годах было надстроено ещё два этажа.
В 1916 году в Ижевской гимназии обучались 637 учениц. В начале 1917 года в гимназии обучались 750 учениц в 17 классах: 7 основных и 8 параллельных. В 1918 году гимназия была объединена с мужским училищем и преобразована в единую трудовую советскую школу № 1 второй ступени. За десять лет существования гимназии её закончили 1214 ижевчанок.
В годы Великой Отечественной войны в северном корпусе гимназии располагалась часть эвакуированного из Москвы Высшего технического училища им. Н. Э. Баумана.

## Архитектура
Южный корпус женской гимназии выполнен с элементами кирпичного стиля. Фасад имеют высокий цоколь с вытянутыми нишками под окнами, а также узкий опоясывающий междуэтажным карниз с зубчиками. Окна первого этажа оформлены крупной рустовкой, широкими промежуточными и угловыми лопатками.

## Современное состояние
Оба корпуса вытянуты в одну линию и главным фасадом выходят на современную улицу Свердлова. В северном корпусе ныне расположен один из корпусов Ижевской государственной сельскохозяйственной академии. Южный корпус сдаётся в аренду коммерческим организациям.
17 сентября 2001 год постановлением Правительства Удмуртской Республики оба корпуса отнесены к объектом культурного наследия регионального значения.